# Alfonso Leng

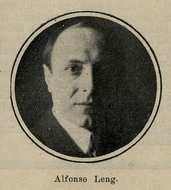
Alfonso Leng

Alfonso Leng Haygus (* 11. Februar 1884 in Santiago de Chile; † 7. November 1974 ebenda) war ein chilenischer Komponist und Odontologe.
Leng absolvierte nie eine systematische musikalische Ausbildung. Er belegte 1905 Kurse in Harmonielehre und Komposition am Conservatorio Nacional de Música bei Enrique Soro und bezog seine weiteren Kenntnisse aus der Mitgliedschaft in musikalischen Gruppen wie Pedro Prados Los Diez, der Academia Ortiz de Zárate und der Sociedad Bach. Stilistisch knüpfte er an spätromantische Komponisten wie Richard Wagner, Richard Strauss und Alexander Skrjabin an. Sein bedeutendstes Werk war die sinfonische Dichtung La muerte de Alsino (1922). Außerdem komponierte er zahlreiche Lieder nach Gedichten, deutscher, französischer und chilenischer Autoren, ein Andante para cuerdas (1905) und eine Sammlung von Klavierstücken unter dem Titel Doloras (1914). Für sein musikalisches Werk wurde er 1957 mit dem Premio Nacional de Artes ausgezeichnet.
Daneben verfolgte Leng auch eine wissenschaftliche Laufbahn. Er studierte Zahnmedizin (Abschluss 1909). Später gründete er an der Universidad de Chile die Lehrstühle für organische Chemie und Zahnheilkunde und wurde 1945 Dekan der odontologischen Fakultät der Universität. Er war Mitglied wissenschaftlicher Organisationen in den USA, Großbritannien und Italien und unterrichtete in Kuba, Argentinien und Peru.